# ボーデンハイム
ボーデンハイム (独: Bodenheim)はドイツ連邦共和国 ラインラント＝プファルツ州マインツ＝ビンゲン郡にある町村。

## 地理

### 位置
マインツの市街地から南に約12kmに位置している。ボーデンハイムはワイン醸造が特徴的である。多くのワイナリーとワイナリー併設でワインを飲みながら食事もできる独: Straußwirtschaftenに多くの人々が訪ねてワインを楽しんでいる。1972年からボーデンハイム連合自治体 (独: Verbandsgemeinde Bodenheim) の行政庁所在地である。

## 姉妹都市
- サール(Seurre) (フランス）
- グレッツァーナ(Grezzana) (イタリア）
- ルドルシュタット(Rudolstadt) (ドイツ）